# Time Warner Center
Time Warner Center – dwie bliźniacze wieże zlokalizowane w Nowym Jorku w dzielnicy Columbus Circle na obszarze Midtown Manhattan, w Stanach Zjednoczonych. Wysokość budynków wynosi 229 metrów i ma 55 kondygnacji. Centrum zostało zaprojektowane przez firmę Skidmore, Owings & Merrill.